# Dargin (gromada)
Dargin (od połowy lat 1960. Dargiń) – dawna gromada, czyli najmniejsza jednostka podziału terytorialnego Polskiej Rzeczypospolitej Ludowej w latach 1954–1972.
Gromady, z gromadzkimi radami narodowymi (GRN) jako organami władzy najniższego stopnia na wsi, funkcjonowały od reformy reorganizującej administrację wiejską przeprowadzonej jesienią 1954 do momentu ich zniesienia z dniem 1 stycznia 1973, tym samym wypierając organizację gminną w latach 1954–1972.
Gromadę Dargin z siedzibą GRN w Darginie (w obecnym brzmieniu Dargiń) utworzono – jako jedną z 8759 gromad na obszarze Polski – w powiecie koszalińskim w woj. koszalińskim na mocy uchwały nr 43/54 WRN w Koszalinie z dnia 5 października 1954. W skład jednostki weszły obszary dotychczasowych gromad Dargin, Krępa, Pobądź i Świelino ze zniesionej gminy Krępa w tymże powiecie. Dla gromady ustalono 13 członków gromadzkiej rady narodowej.
31 grudnia 1959 do gromady Dargiń włączono obszar zniesionej gromady Kłanino, wieś Kurozwęcz ze zniesionej gromady Niedalino oraz wieś Dobrociechy z gromady Bobolice w tymże powiecie.
31 grudnia 1961 z gromady Dargiń wyłączono wieś Dobrociechy (bez PGR-u Dobrociechy), włączając ją z powrotem do gromady Bobolice w tymże powiecie; do gromady Dargiń włączono natomiast obszar gruntów PGR Czapla Góra (30,44 ha) z gromady Tychowo w powiecie białogardzkim w tymże województwie.
Gromada przetrwała do końca 1972 roku, czyli do kolejnej reformy gminnej.